# Autodesk
Autodesk è un'azienda di software e servizi rivolti alla progettazione di infrastrutture, costruzioni civili e industriali, ma anche di contenuti multimediali per l'intrattenimento, progettazione meccanica e manifatturiera, sistemi PLM.

## Storia
Autodesk è stata fondata da John Walker e dodici altri co-fondatori nel 1982. Nella sua storia, ha avuto diverse sedi nella Contea di Marin, in California, USA e attualmente il quartier generale si trova a San Rafael.

## Dipartimenti
Autodesk è divisa in quattro grandi dipartimenti rivolti ai diversi ambiti industriali di riferimento: Manufacturing Solutions (MSD), Architecture, Engineering & Construction (AEC), Media and Entertainment Division (M&E), e Platform Solutions & Emerging Business (PSEB).

## Prodotti
Il dipartimento Platform Solutions and Emerging Business sviluppa e gestisce i prodotti di punta dell'azienda, AutoCAD (Full e LT) e molti altri prodotti per settori emergenti.
Il settore design sviluppa il software AliasStudio.
Il settore Manufacturing Solutions Division si occupa principalmente di Autodesk Inventor, AutoCAD Mechanical e Autodesk Vault (vedi Engineering Data Management).
Il dipartimento Architecture Engineering and Construction sviluppa e gestisce AutoCAD (Architecture, MEP e Civil 3D) ed i prodotti della famiglia Revit (Architecture, MEP e Structure).
Il dipartimento Media and Entertainment Division, invece, principalmente sviluppa Maya e 3D Studio Max.